# Krajna, Tišina
Krajna este o localitate din comuna Tišina, Slovenia, cu o populație de 299 de locuitori.